# Malayappan Chinnappa
Malayappan Chinnappa (ur. 23 lipca 1937 w Ayandur-Mugaiyur) – indyjski duchowny rzymskokatolicki, w latach 2002–2012 arcybiskup Madrasu i Myliapuru, obecnie emeryt tejże archidiecezji.

## Życiorys
Święcenia kapłańskie przyjął 16 grudnia 1972. 17 listopada 1993 został prekonizowany biskupem Vellore. Sakrę biskupią otrzymał 24 stycznia 1994. 1 kwietnia 2005 mianowany został arcybiskupem Madrasu i Myliapuru. 21 listopada 2012 przeszedł na emeryturę.